# Bedros IV.
Bedros IV. Sarajian (armenisch Պետրոս Դ Սարաճյան, * 1870 in Sivrihisar; † 28. September 1940 in Beirut) war ein Bischof und 1940 kurzzeitig  „Katholikos des Großen Hauses von Kilikien“ der Armenischen Apostolischen Kirche.
Vor dem eigenen Katholikat wirkte Sarajian als Prälat der Armenier auf Zypern (1899–1905; 1921–1940) und 1910–1915 als Erzbischof der Stadt Hadjin (heute Saimbeyli) im Taurusgebirge. Dort baute er die bei den Armeniermassakern 1909 zerstörten kirchlichen Gebäude wieder auf und errichtete das Waisenhaus neu. 1915 wurde er mit der armenischen Bevölkerung deportiert, kehrte aber mit einigen Tausend vorübergehend zurück. 1920 eroberten Kemalisten die Stadt; nur wenige Hundert Armenier retteten sich nach Adana. Die von Bischof Sarajian alarmierten französischen Truppen in Kiliken griffen nicht ein. In der Folge wirkte Bedros Sarajian erneut auf der britischen Insel Zypern und, nach dem frühzeitigen Tod des Katholikos-Koadjutors Papken I. (1936), als Generalvikar des hoch betagten Katholikos Sahag II. in Antelias.
Dem Katholikos Bedros IV. war nur eine Amtszeit von vier Monaten beschieden: Er wurde am 30. Mai gewählt, am 2. Juli 1940 in Antelias zum Katholikos ordiniert und starb bereits am 28. September gleichen Jahres. Nach seinem Tod blieb der „Heilige Stuhl von Kilikien“ zunächst unbesetzt, bis 1943 Karekin I. gewählt werden konnte.